# 播州三木打刃物
播州三木打刃物（ばんしゅうみきうちはもの）は、兵庫県三木市で生産される刃物。1996年4月8日に経済産業省（当時の通商産業省）から伝統的工芸品としての指定を受けた。産地組合は三木工業協同組合。

## 歴史
播磨地方は『播磨国風土記』にも記述が見られるように鍛冶神・天目一箇命のゆかりの地であり、古代よりそれを祖神とする大和鍛冶が盛んであった。16世紀末、三木合戦（羽柴秀吉の三木城攻め）の後、戦災からの復興のため各地から大工が集まると大工道具の需要が増え、金物の町として更なる発展を遂げた。
2022年、三木市本町にある「三寿ゞ（みすず）刃物製作所」が明治時代の歴史建造物に加え、三木金物の伝承により兵庫県景観形成重要建造物に指定された。

## 主な製品

### 伝統的工芸品指定品目
鋸（のこ）、鑿（のみ）、鉋（かんな）、こて、小刀（こがたな）

### その他
- 大工道具・左官道具
- 家庭用品（包丁、鋏 など）
  - 肥後守ナイフ
  - 日本剃刀
- 電動工具先端（丸鋸、ドリル など）
- 園芸用品（園芸鋏 など）

## 資料館・展示場
- 三木市立金物資料館：上の丸公園内
- 金物展示館：道の駅みき内
- 物産展示場：三木商工会議所内

なお、金物資料館に隣接して金物神社（昭和10年創建）があり、「鍛冶の祖神」天目一箇命、「製鋼の祖神」金山毘古命、「鋳物の租神」伊斯許理度売命の三柱を祀っている。

## イベント

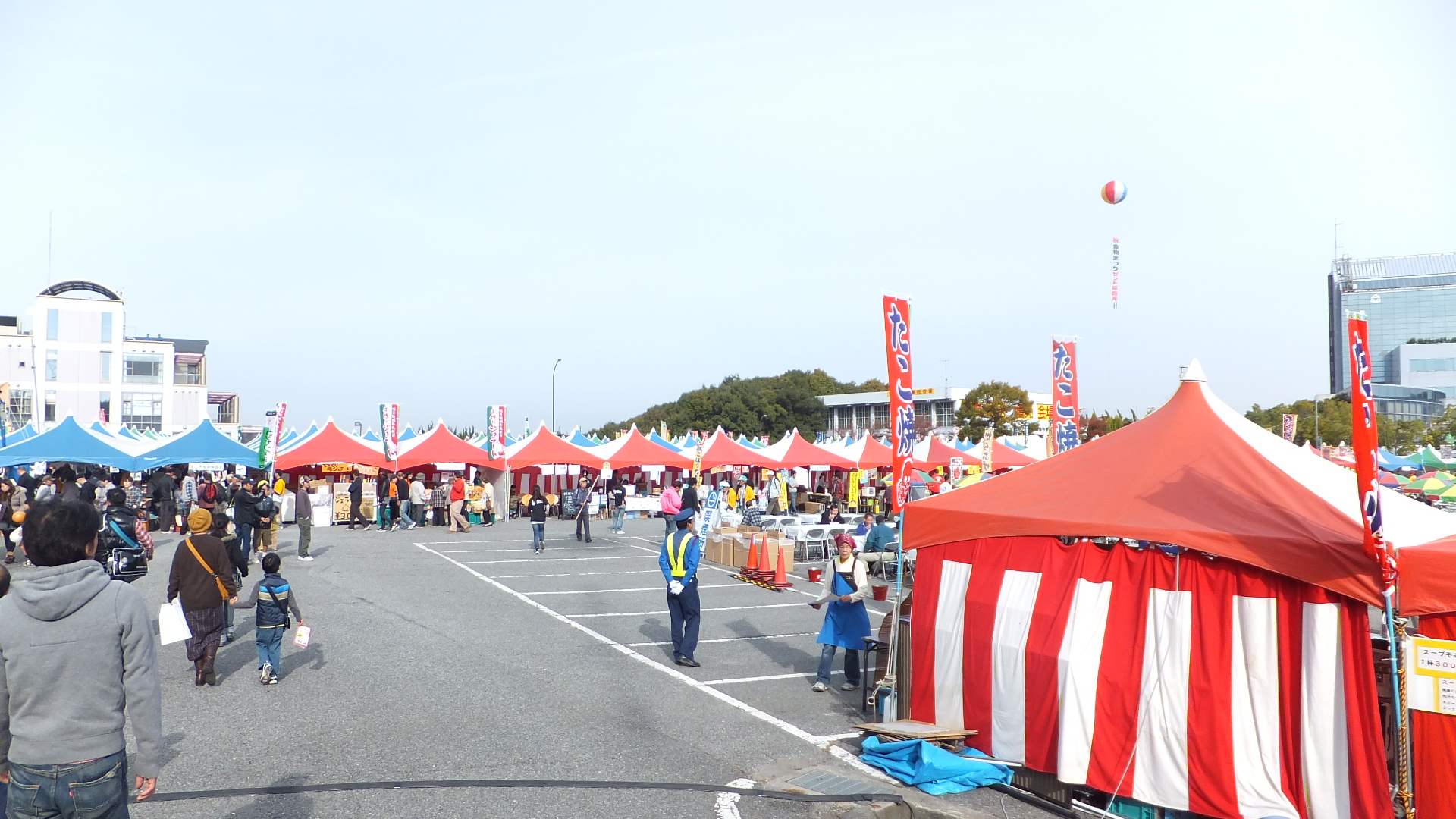
三木金物まつり

- 三木金物まつり
毎年11月第1土・日開催、メイン会場は三木市役所前広場
- 金物古式鍛錬実演[5]
毎月第1日曜日（ただし1月は第2日曜日、5月は5日）、古式鍛錬場（金物資料館横）